# Jamkhandi
Jamkhandi là một thị xã của quận Bagalkot thuộc bang Karnataka, Ấn Độ.

## Địa lý
Jamkhandi có vị trí 16°31′B 75°18′Đ / 16,52°B 75,3°Đ Nó có độ cao trung bình là 543 mét (1781 feet).

## Nhân khẩu
Theo điều tra dân số năm 2001 của Ấn Độ, Jamkhandi có dân số 57.887 người. Phái nam chiếm 50% tổng số dân và phái nữ chiếm 50%. Jamkhandi có tỷ lệ 60% biết đọc biết viết, cao hơn tỷ lệ trung bình toàn quốc là 59,5%: tỷ lệ cho phái nam là 67%, và tỷ lệ cho phái nữ là 52%. Tại Jamkhandi, 14% dân số nhỏ hơn 6 tuổi.